# Matinsaari (ö i Södra Savolax, Nyslott, lat 62,46, long 29,09)
Matinsaari är en ö i Finland. Den ligger i sjön Suurijärvi och i kommunen Heinävesi i den ekonomiska regionen  Nyslotts ekonomiska region  och landskapet Södra Savolax, i den sydöstra delen av landet, 300 km nordost om huvudstaden Helsingfors. Öns area är 0,2 hektar och dess största längd är 70 meter i sydöst-nordvästlig riktning.